# Alex Rosaria
Alex David Rosaria (2 november 1965) is een voormalig Curaçaos politicus. Tussen 2012 en 2016 was hij lid van de Staten van Curaçao namens de Partido pa Adelanto I Inovashon Soshal (PAIS). Daarvoor was hij minister van Economische Zaken en Arbeid en staatssecretaris van Financiën van de Nederlandse Antillen. 
Rosaria studeerde aan de Universiteit van Iowa, waar hij een bachelor Business Administration in accounting haalde (1988) en een MBA met als specialisatie internationale handel (1990). Na zijn afstuderen ging hij terug naar Curaçao waar hij beleidsadviseur werd op het ministerie van Economische Zaken van de Nederlandse Antillen. Tussen 1993 en 1998 werkte hij voor het Capital Development Fund van de Verenigde Naties in respectievelijk Ndjamena (Tsjaad) en Managua (Nicaragua). Hierna kwam hij terug bij het Ministerie van Economische Zaken van de Nederlandse Antillen als senior beleidsadviseur. In 2002 werkte hij ook enkele maanden als stafmedewerker bij het Directoraat Buitenlandse Economische Betrekkingen van het Nederlandse Ministerie van Economische Zaken. Tussen juli 2002 en juni 2005 werkte hij als assistent van de Minister van Financiën van de Nederlandse Antillen. In juni 2005 werd hij zelf minister van Economische Zaken en Arbeid.
Rosaria begon zijn politieke carrière bij de PNP en werd in juni 2005 zelf benoemd tot minister van Economische Zaken en Arbeid tijdens het tweede kabinet Ys. Op 23 maart 2006 werd hij staatssecretaris van Financiën belast met fiscale zaken in het kabinet-de Jongh-Elhage I. Hierna brak hij met de partij. In 2010 richtte Rosaria samen met Mike Franco de sociaal-liberale partij Partido pa Adelanto I Inovashon Soshal (PAIS) op. Hij werd partijleider en lijsttrekker bij de Eilandsraadverkiezingen van 2010, maar toen haalde de partij te weinig stemmen om een zetel in de Eilandsraad en na de autonome status van Curaçao op 10 oktober 2010 in de nieuwe Staten van Curaçao te bemachtigen. Na de verkiezingen van 2012 werd hij statenlid en PAIS-fractievoorzitter in de Staten van Curaçao. Nadat alle PAIS-statenzetels in de verkiezingen van 2016 teloorgingen stapte hij op als partijleider. Sedertdien is Rosaria als freelance consultant werkzaam in Azië.